# Paarsstelige pastelrussula
De paarsstelige pastelrussula (Russula violeipes) is een schimmel behorend tot de familie Russulaceae. Hij komt voor in lanen en loofbos op lemig zand, leem en klei. Hij vormt mycorrhiza met eiken (Quercus), Fagus-soorten en berken (Betula) en is eenmaal vastgesteld op een spar (Picea).

## Kenmerken

### Uiterlijke kenmerken
Hoed
De hoed is op jonge leeftijd halfbolvormig en wordt met toenemende leeftijd gewelfd tot uitgespreid. Oudere paddenstoelen hebben een hoed waarvan het midden ingedrukt is. Het oppervlak van de hoed is fijnviltig en droog. Op jonge leeftijd is hij licht zwavelgeel, wat met de leeftijd verandert naar geel, geelgroen en vervolgens naar purper, donkerpaars tot bruin. De hoed heeft een diameter van twee tot negen centimeter.
Lammellen
De lamellen zijn aan de steel gehecht. Ze zijn aanvankelijk wit en veranderen naarmate de paddenstoel ouder wordt van crèmekleurig naar zwavelgeel en uiteindelijk naar strogeel. Ze kunnen enigszins vettig aanvoelen en staan vrij dicht op elkaar, met tussen de 15 en 17 plaatjes per centimeter, met een gladde rand.
Steel
De steel van de paddenstoel is drie tot ach centimeter lang en ongeveer 0,5 tot 2 centimeter breed, cilindrisch van vorm en meestal versmald of spindelvormig aan de basis. In het begin is hij wit van kleur en verkleurt naarmate hij ouder wordt steeds sterker naar violet.
Geur en smaak
Het vlees is stevig en wit van kleur. Het smaakt mild en ruikt bij ouderdom duidelijk naar gekookte krab of haringachtig.
Sporenprint
De sporenprint is bleek creme (IIa volgens Romagnesi). 

### Microscopische kenmerken
De sporen zijn ovaal tot bijna bolvormig, 6-9 µm lang en 6-8 µm breed. Ze zijn lichtgeel van kleur en amyloïde. De wratten zijn 0,7-1 µm hoog en zijn verbonden met elkaar door lijnen of richels, waardoor een redelijk goed ontwikkeld netwerk ontstaat. De basidia zijn knotsvormig en 30 tot 40 micrometer lang. Ze zijn tussen de 8,5 en 11 micrometer breed en dragen 3 tot 4 sporen. Ze zijn helder. Pileocystidia ontbreken en pleurocystidia zijn zeldzaam en kleuren niet aan met sulfovanilline. De rand van de plaatjes is omzoomd met puntige cellen. De eindcellen van de hoedhuid zijn meestal puntig, de steuncellen zijn meestal opgeblazen, soms zelfs ballonvormig.

## Verspreiding

Europees verspreidingsgebied

De soort komt voor in Europa en Azië (Japan, Korea, Taiwan), Noord-Afrika (Marokko) en Noord-Amerika (Verenigde Staten). In Europa strekt het verspreidingsgebied zich uit van de gematigde zone tot de Middellandse Zee.
In Nederland komt de paarsstelige pastelrussula matig algemeen voor. Hij staat niet op de rode lijst en is niet bedreigd.

## Foto's

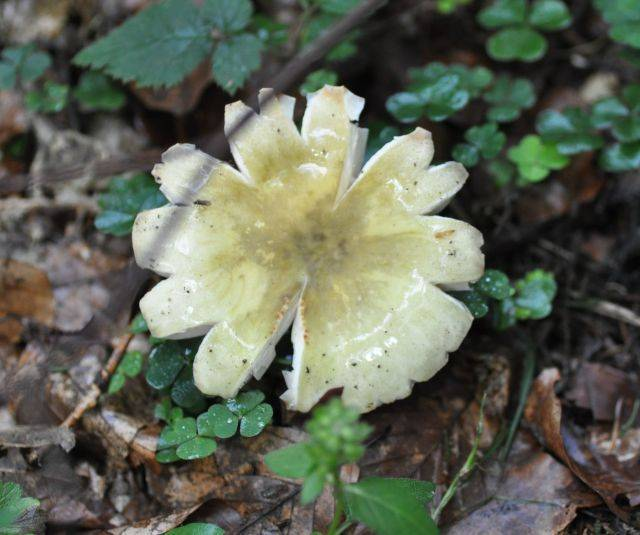
Hoedoppervlak
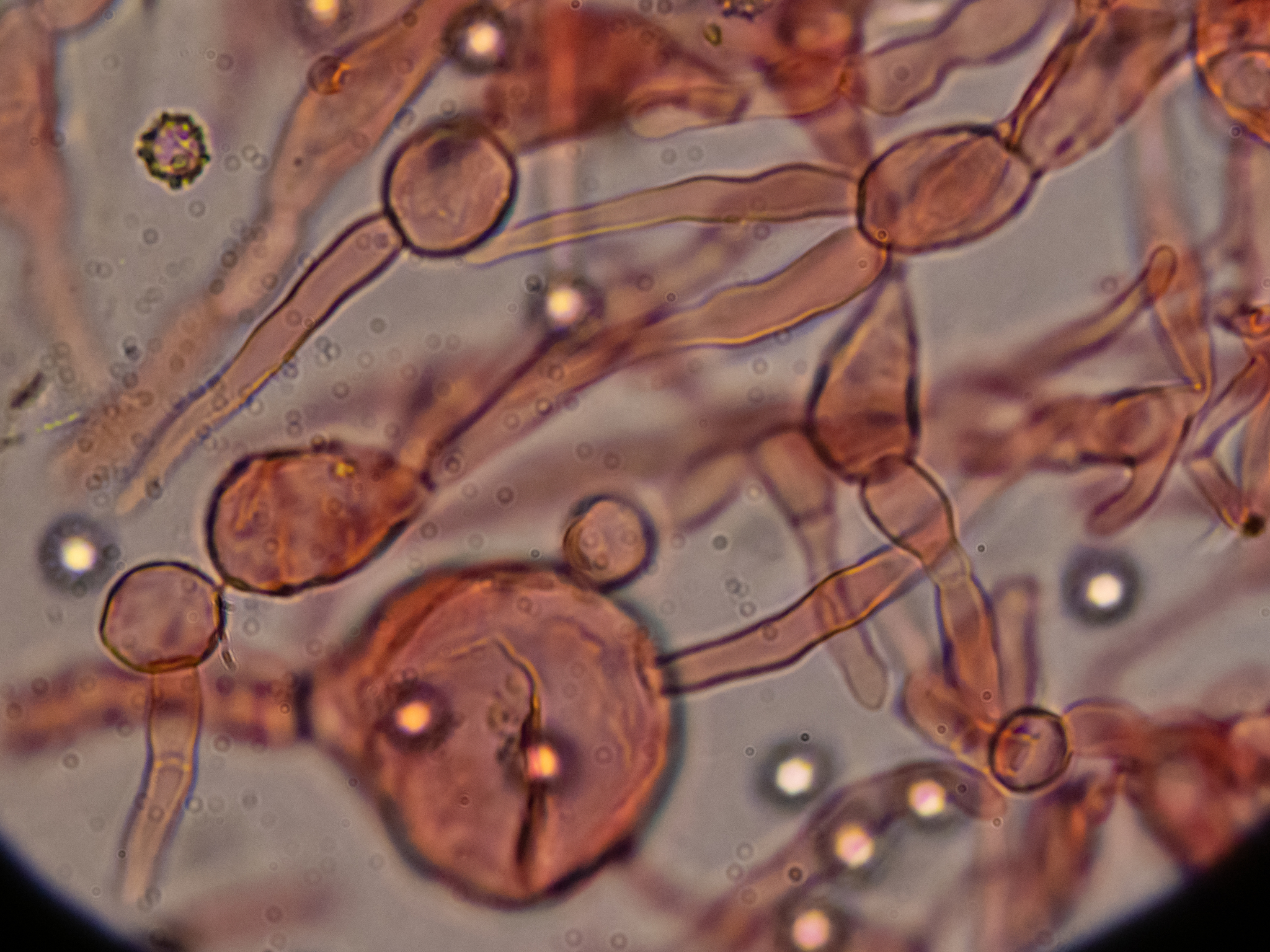
Microscopische kenmerken